# Théorème de Stewart
Pour les articles homonymes, voir Stewart.
En géométrie euclidienne, le théorème de Stewart fournit une relation algébrique entre les distances mutuelles de quatre points dont trois sont alignés. Il est dû au mathématicien Matthew Stewart en 1746 .

## Énoncé
Étant donné un point {\displaystyle M} et une droite orientée comportant trois points {\displaystyle A,B,C}, la relation de Stewart s'écrit,,,:
Si, par exemple, {\displaystyle B} se trouve entre {\displaystyle A} et {\displaystyle C} , on peut ôter les barres de mesure algébrique : 

## Démonstrations

### Première démonstration (produit scalaire)

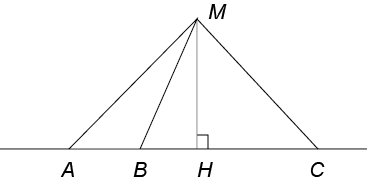

Cette démonstration repose sur le calcul de produits scalaires.
Notons {\displaystyle H} le projeté de {\displaystyle M} sur la droite portant {\displaystyle A,B,C}.
En utilisant le produit scalaire, on obtient les deux égalités:
En multipliant la première égalité par {\displaystyle {\overline {BC}}} et la deuxième par {\displaystyle {\overline {CA}}}, puis, en en faisant la somme, on élimine {\displaystyle {\overline {HC}}} :
{\displaystyle {MA}^{2}\cdot {\overline {BC}}+{MB}^{2}\cdot {\overline {CA}}=MC^{2}({\overline {BC}}+{\overline {CA}})+{\overline {CA}}^{2}{\overline {BC}}+{\overline {CB}}^{2}{\overline {CA}}}
soit
{\displaystyle {MA}^{2}\cdot {\overline {BC}}+{MB}^{2}\cdot {\overline {CA}}=MC^{2}\cdot {\overline {BA}}+{\overline {CB}}\cdot {\overline {CA}}({\overline {CB}}-{\overline {CA}})=MC^{2}\cdot {\overline {BA}}+{\overline {CB}}\cdot {\overline {CA}}\cdot {\overline {AB}}}
D'où la relation demandée.

### Deuxième démonstration (fonctions de Leibniz)
Montrons que la relation de coplanarité des vecteurs {\displaystyle {\overrightarrow {MA}},{\overrightarrow {MB}},{\overrightarrow {MC}}} s'écrit
En effet la fonction {\displaystyle M\mapsto {\overline {BC}}\cdot {\overrightarrow {MA}}+{\overline {CA}}\cdot {\overrightarrow {MB}}+{\overline {AB}}\cdot {\overrightarrow {MC}}} est une fonction vectorielle de Leibniz dont les coefficients ont une somme nulle ; elle est donc constante. En faisant {\displaystyle M=A}, on obtient que la constante est nulle.
Dans ce cas, on sait que la fonction scalaire de Leibniz associée {\displaystyle M\mapsto {\overline {BC}}\cdot {MA}^{2}+{\overline {CA}}\cdot {MB}^{2}+{\overline {AB}}\cdot {MC}^{2}} est constante elle aussi. En faisant {\displaystyle M=A}, on obtient la valeur de cette constante, puis la relation de Stewart.

### Troisième démonstration (coordonnées)
Dans un repère orthonormé d'origine H, le premier vecteur de la base dirigeant la droite (ABC) , les points ont pour coordonnées : {\displaystyle A(a,0),B(b,0),C(c,0),M(0,h)}.
La relation de Stewart s'écrit alors {\displaystyle (h^{2}+a^{2})(c-b)+(h^{2}+b^{2})(a-c)+(h^{2}+c^{2})(b-a)+(b-a)(a-c)(c-b)=0} qui se démontre par développement.

### Quatrième démonstration (volume du tétraèdre)
Le carré du volume du tétraèdre {\displaystyle MABC} est égal, en utilisant le déterminant de Cayley-Menger, à:
Si l'on remplace {\displaystyle {\overline {AC}}} par {\displaystyle {\overline {AB}}+{\overline {BC}}}, on obtient {\displaystyle V^{2}=1/144(MA^{2}\cdot {\overline {BC}}+MB^{2}\cdot {\overline {BA}}+MB^{2}\cdot {\overline {CB}}+MC^{2}\cdot {\overline {AB}}+{\overline {BC}}^{2}\cdot {\overline {BA}}+{\overline {AB}}^{2}\cdot {\overline {CB}})^{2}}, soit {\displaystyle V^{2}=1/144({MA}^{2}\cdot {\overline {BC}}+{MB}^{2}\cdot {\overline {CA}}+{MC}^{2}\cdot {\overline {AB}}+{\overline {AB}}\cdot {\overline {BC}}\cdot {\overline {CA}})^{2}}. Le volume étant nul, on obtient la relation de Stewart.

## Application au triangle

### Énoncé
Soit d la longueur du segment [AD] d'une cévienne d'un triangle ABC divisant le côté [BC] en deux parties de longueurs x et y. On a alors la "relation de Stewart" :
Écrite sous la forme {\displaystyle d^{2}={\frac {xb^{2}+yc^{2}}{a}}-xy}, elle permet d'obtenir la distance du sommet au pied de la cévienne.

### Démonstrations
- Il s'agit d'une traduction de la relation ci-dessus.

- On peut aussi la démontrer en écrivant que {\displaystyle \cos({\widehat {BDA}})=-\cos({\widehat {CDA)}}} exprimés par le théorème d'Al-Kashi [8],[9].

- On peut utiliser la formule de réduction de la fonction scalaire de Leibniz pour un barycentre de deux points[10].

En effet, le pied D de la cévienne est le barycentre de B et C affectés des coefficients y et x. La fonction scalaire de Leibniz dans ce cas précis est 
{\displaystyle f(M)=xMC^{2}+yMB^{2}} avec {\displaystyle x+y=a}.
La réduction de la fonction scalaire de Leibniz en A en utilisant le barycentre D s'écrit : 
{\displaystyle f(A)=f(X)+aAX^{2}.}
Or {\displaystyle f(A)=xb^{2}+yc^{2}} et {\displaystyle f(X)=xy^{2}+yx^{2}=axy}, d'où la relation.

### Cas particuliers

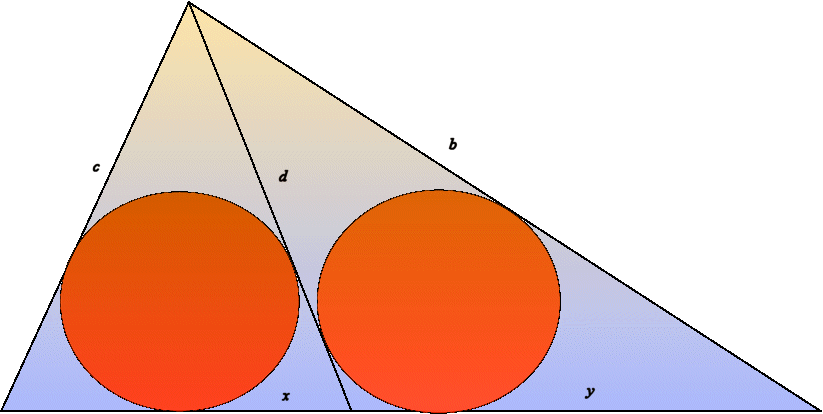
.

Si la cévienne est une médiane, {\displaystyle x=y=a/2} et l'on retrouve la formule de la médiane : {\displaystyle d^{2}={\frac {b^{2}+c^{2}}{2}}-{a^{2} \over 4}}.
Si la cévienne est une bissectrice, d'après le théorème de la bissectrice intérieure du triangle, {\displaystyle x={\frac {ac}{b+c}},y={\frac {ab}{b+c}}}, et {\displaystyle d^{2}={\frac {4bc(p-a)p}{(b+c)^{2}}}} où p est le demi-périmètre ,.
Si la cévienne est une hauteur, l'élimination de x et y entre la relation de Stewart  {\displaystyle a.d^{2}=xb^{2}+yc^{2}-axy}, et les relations {\displaystyle c^{2}=d^{2}+x^{2}} et {\displaystyle c^{2}=d^{2}+x^{2}} permet d'obtenir la formule : {\displaystyle d={\frac {1}{2a}}{\sqrt {(a+b+c)(a+b-c)(b+c-a)(c+a-b)}}={\frac {2}{a}}{\sqrt {p(p-a)(p-b)(p-c)}}}.
Sachant {\displaystyle d=2S/a}, on retrouve la formule de Héron donnant l'aire S du triangle.

## Application à un sangaku
Avec les notations précédentes, on cherche la longueur de la cévienne lorsque les disques inscrits dans {\displaystyle ABD} et {\displaystyle ADC} ont même rayon.
La condition d'égalité des rayons s'écrit {\displaystyle x(b+d)=y(c+d)} et l'on obtient {\displaystyle d^{2}=p(p-a)}.
Le sangaku est mentionné sur une tablette datée de 1897 et localisée dans la préfecture de Chiba.

## Autre application
La relation de Stewart est à la base de la démonstration de l'existence d'un troisième foyer pour un ovale de Descartes.
Plus précisément, l'ovale de Descartes d'équation : {\displaystyle bMF_{1}+aMF_{2}=cF_{1}F_{2}\,\,(1)}, avec {\displaystyle 0<a\leqslant b\leqslant c}, 
a pour troisième foyer le barycentre {\displaystyle F_{3}} de {\displaystyle F_{1}} et {\displaystyle F_{2}} affectés des coefficients {\displaystyle b^{2}-c^{2}} et {\displaystyle c^{2}-a^{2}}, et les deux autres équations de l'ovale sont :
{\displaystyle -cMF_{2}+bMF_{3}=aF_{2}F_{3},\,\,aMF_{3}+cMF_{1}=bF_{3}F_{1}}.

## Cas du quadrilatère convexe
Soit {\displaystyle ABCD} un quadrilatère convexe, {\displaystyle O} le point d'intersection des diagonales. On a la relation de Stewart pour le quadrilatère:
Elle se démontre à partir de la formule d'Al-Kashi dans les triangles OAB, OBC, OCD, ODA.
Dans le cas où {\displaystyle ABCD} est un parallélogramme, elle donne l'égalité du parallélogramme.